# Juventudes del Centro Democrático y Social
Las Juventudes del Centro Democrático y Social (CDS-Joven) fue la sección juvenil del partido político español de ideología moderada y centrista fundado en 1982 por Adolfo Suárez Centro Democrático y Social (CDS). Estuvieron presididas por David García Pérez y el Secretario General fue Ángel Chimenea. 
Su presidente fundador es Manuel Alonso Losada, que fue diputado en la legislatura 1989-1993 por el CDS. 
Uno de los que tuvieron espacio en las Juventudes del CDS, en el puesto de secretario juvenil de cultura fue el líder del grupo Kaka de Luxe, Fernando Márquez Chinchilla uno de los máximos exponentes de la movida madrileña más conocido como el Zurdo.

## Refundación
El 7 de julio de 2009 se nombró una Gestora Nacional de Juventudes, presidida por David García, con la función de refundar las Juventudes del CDS. 
El 28 de noviembre de 2009 las Juventudes del CDS celebraron un congreso que tuvo lugar en el Hotel Colón de Madrid. En el mismo, las Juventudes apostaron por un CDS moderno, plural, de centro, liberal progresista y que apostará por defender los derechos y libertades de todos los colectivos desfavorecidos. Se constituyó la Asamblea Nacional, se aprobaron ponencias ideológicas, se aprobaron unos estatutos y David García fue nombrado Presidente del Comité Ejecutivo Nacional de las Juventudes del CDS de forma unánime. Como Secretario General del Comité Ejecutivo Nacional de las Juventudes del CDS fue elegido el pacense Ángel Chimenea Toscano. Las Juventudes nombraron además, a Manuel Recio Abad, uno de los fundadores de las Juventudes de UCD, como nuevo Presidente de Honor de la organización.
En septiembre de 2010 abandonaron las Juventudes del CDS tras la deriva conservadora de la formación y fundaron Ciudadanos de Centro Democrático (CCD).

## Fines
Sus principales fines son promover la participación de los jóvenes en la vida política, económica, y social a través del CDS además de compartir los siguientes fines del partido:
Son fines esenciales de C.D.S.:
- La defensa de las libertades fundamentales y la dignidad de la persona.
- La defensa del Estado de Derecho definido en la Constitución y en la soberanía nacional, que reside en el pueblo español.
- La defensa de la paz, la justicia y la solidaridad y del progreso social de todos los ciudadanos.
- El respeto a los derechos humanos entre todos los pueblos y naciones.
- La potenciación de los derechos individuales, como medida de desarrollo de la sociedad civil y el progreso social de todos los ciudadanos.
- La incentivación de la cultura, la solidaridad y el respeto al medio ambiente como derechos inalienables de una sociedad moderna.
- La defensa del principio de justicia, con igualdad para todos los ciudadanos.
- La promoción de la iniciativa individual reduciendo en la medida de lo posible los monopolios u oligopolios, tanto sean de origen privado como público.
- La supremacía de la sociedad civil como forma de respeto a los derechos y libertades de los ciudadanos

## Composición
La edad para formar parte de la organización está comprendida entre 14 y 30 años. En Cumplimiento de la ley de Partidos Políticos se establece que los afiliados menores de edad solo son miembros de las Juventudes mientras que los mayores de 18 lo son también del partido. Una vez llegado al límite de edad, si no se ostenta ningún cargo dentro de la estructura de organización, de cualquier ámbito de actuación (local, provincial, autonómica o nacional) , los afiliados pasarán directamente a ser solamente afiliados del partido, perdiendo su condición de afiliados a la organización juvenil.

## Organización Territorial
Su ámbito territorial de actuación es toda España. La Organización territorial obedece a los criterios de organización territorial del CDS en España. (Federaciones Autonómicas, Agrupaciones Provinciales y Locales)